# Criolls de Sotavento
Criolls de Sotavento és el nom donat al conjunt de dialectes del Crioll capverdià, parlat en les illes de Sotavento. Comprèn els criolls de la Brava, del Fogo, de Santiago i del Maio.
Algunes característiques dels criolls de Sotavento:
- L'aspecte imperfectiu del passat és format col·locant la partícula del passat ~ba lligada al verb: tâ + V+ba.
- El pronom personal per a la segona persona del plural és nhôs.
- El pronom personal subjecte de la primera persona del singular està representat per una nasalització. Ex.: m’ andâ pronunciat [ƞ ɐ̃ˈdɐ] en comptes de [m ɐ̃ˈdɐ] «eu andei», m’ stâ tâ sintí pronunciat [ƞ stɐ tɐ sĩˈti] en comptes de [m stɐ tɐ sĩˈti] «eu estou a sentir», m’ labába pronunciat [ƞ lɐˈbabɐ] en comptes de [m lɐˈbabɐ] «eu lavara».
- El pronom personal complement de la primera persona del singular desapareix però nasalitza la vocal anterior. Ex.: lebâ-m’ pronunciat [leˈbɐ̃] em vez de [leˈbɐm] «levar-me», metê-m’ pronunciat [meˈtẽ] en comptes de [meˈtem] «meter-me», cudí-m’ pronunciat [kuˈdĩ] en comptes de [kuˈdim] «responder-me», pô-m’ pronunciat [põ] en comptes de [pom] «pôr-me», bumbú-m’ pronunciat [bũˈbũ] en comptes de [bũˈbum] «pôr-me às costas».